# Scarroccio
Lo scarroccio in una imbarcazione è l'angolo tra la direzione della prua e la reale direzione del moto della barca: è dovuto alla componente laterale della spinta del vento e produce un angolo di incidenza positivo sulle superfici di deriva. Riguarda principalmente la barca a vela, ma anche la nave, a causa della spinta laterale del vento sulla murata quando questa ha superficie abbastanza estesa da risentirne.
È massimo nell'andatura di bolina, mentre si annulla nell'andatura col vento in poppa. Lo scarroccio si può apprezzare osservando l'angolo formato dall'asse longitudinale dell'imbarcazione con quello della scia lasciata a poppa.
Lo scarroccio è peraltro comune a tutte le imbarcazioni, e non solamente alle barche a vela, ed è il movimento perpendicolare rispetto alla linea di chiglia, dovuto alla componente laterale del vento sulla struttura emersa dell'imbarcazione, cioè sull'opera morta.
Il concetto di scarroccio è simile a quello di deriva (inteso come moto dell'imbarcazione), che però è dovuto alla componente trasversale della corrente marina.
Pertanto l'angolo di rotta vera (l'angolo di rotta tenuto dalla imbarcazione) differisce da quello di prua vera (l'angolo su cui è orientata la prua) per questi due effetti congiunti dovuti al vento e alla corrente.
Il termine scarroccio, viene comunemente utilizzato anche nella pratica della pesca sportiva con l'artificiale o con il vivo e consiste nel far trasportare naturalmente il natante dalla corrente o marea, che trascina ad alcuni metri di distanza un'esca appesa ad un filo tenuto con la mano o con l'uso di una canna.
Talvolta la direzione può essere regolata con l'ausilio dei remi per mantenere la linea voluta. 